# Aymon II de Bourbon
Pour les articles homonymes, voir Aymon II.
Aymon II de Bourbon, dit Vaire-Vache, né en 1055 et mort avant le 27 mars 1120, a été seigneur de Bourbon de 1116 à sa mort.

## Biographie
Il est le fils cadet d'Archambaud IV, seigneur de Bourbon, et de son épouse Beliarde. Il naît en 1055. En 1099, il épouse Adelinde ou Lucie de Nevers, fille de Guillaume († après 1099) fils de Guillaume Ier, comte de Nevers, et d'Ermengarde de Tonnerre.
En l'absence de son frère et à la suite du décès de son père, il conclut la paix définitive avec Cluny en 1096.
Après la disparition de son frère Archambaud V le Pieux et la mort de son père, il tente de s'emparer de la seigneurie au détriment de son neveu et successeur légitime de son frère, Archambaud VI le Pupille dont il est peut-être le tuteur. 
Alard de la Roche-Guillebaud , seigneur de Châteaumeillant, qui avait épousé la veuve d'Archambaud V, demande l'intervention de Louis VI de France au nom de son beau-fils. Le roi entre en campagne en 1108/1109 avec une armée et investit une place forte d'Aimon II, le château de Germigny-sur-l 'Aubois, et l'oblige à se rendre. Aimon II doit renoncer à toutes prétentions sur le prieuré de Saint-Pourçain-sur-Sioule, dépendant de l'abbaye Saint-Philibert de Tournus, et partager l'héritage avec le jeune Archambaud VI, cependant le fils d'Aymon, Archambaud VII devait hériter à la mort du "pupille", même si celui-ci avait une descendance, par décision de Louis-le-Gros (cf. Suger,,). Aymon II hérite néanmoins en 1116. 
Aymon II décède en 1120, il aura cependant réellement dirigé les destinées du Bourbonnais de 1096 à sa mort.

## Union et postérité
De son union Aymon II laisse trois enfants :
- Archambaud VII de Bourbon ;
- Fille anonyme épouse Archambaud Seigneur de Saint-Gérand ;
- Guillaume seigneur de Montluçon.